# Atahona (Tucumán)
Atahona es una localidad argentina ubicada en el departamento Simoca de la provincia de Tucumán. Se encuentra sobre la ruta nacional 157, a 1 km del río Gastona. La localidad se originó a partir de la estación de ferrocarril; como singularidad su estación fue completamente prefabricada.

## Población
Cuenta con 399 habitantes (Indec, 2010), lo que representa un incremento del 5% frente a los 381 habitantes (Indec, 2001) del censo anterior.
| Gráfica de evolución demográfica de Atahona entre 1991 y 2010 |
|                                                               |
| Fuente: Censos nacionales del INDEC                           |